# Scorpaena maderensis
Scorpaena maderensis behoort tot het geslacht Scorpaena van de familie van schorpioenvissen. Deze soort komt voor in het westen van de Atlantische Oceaan en de Middellandse Zee op diepten van 20 tot 40 meter. Zijn maximale lengte bedraagt zo'n 14 cm.